# تاتسویا یوتا
تاتسویا یوتا (انگلیسی: Tatsuya Ueta (متولد ۲۵ ژوئیه ۱۹۶۴) بازیکن سابق و سرمربی فعلی والیبال اهل ژاپن است.
او از سال ۲۰۰۷ تا ۲۰۱۳ سرمربی تیم ملی ژاپن بود.